# Рибалочка малаїтський
Рибалочка малаїтський (Ceyx malaitae) — вид сиворакшоподібних птахів родини рибалочкових (Alcedinidae). Ендемік Соломонових Островів. Раніше входив до комплексу видів новогвінейського рибалочки-крихітки, однак був визнаний окремим видом.

## Поширення і екологія
Малаїтські рибалочки є ендеміками острова Малаїта в архіпелазі Соломонових островів. Вони живуть в підліску вологих тропічних лісів, в густих вторинних заростях і на плантаціях. Зустрічаються на висоті до 1200 м над рівнем моря.